# Uroconger
Uroconger – rodzaj ryb promieniopłetwych z podrodziny Congrinae w obrębie rodziny kongerowatych (Congridae).

## Rozmieszczenie geograficzne
Do rodzaju należą gatunki występujące w wodach Oceanu Atlantyckiego, Morza Czerwonego i Indo-Pacyfiku.

## Morfologia
Długość ciała do 52 cm; brak danych dotyczących masy ciała.

## Systematyka
Rodzaj zdefiniował w 1856 roku niemiecki paleontolog i przyrodnik Johann Jakob Kaup w artykule poświęconym przeglądowi ryb węgorzokształtnych opublikowanym w czasopiśmie Archiv für Naturgeschichte. Gatunkiem typowym jest (oznaczenie monotypowe) U. lepturus.

### Etymologia
- Uroconger: gr. ουρα oura ‘ogon’; łac. conger ‘gatunek węgorza morskiego’, od gr. γoγγρος gongros ‘węgorz morski’, od γογγυλος gongulos ‘zaokrąglony’[6].
- Congerodon: łac. conger ‘gatunek węgorza morskiego’, od gr. γoγγρος gongros ‘węgorz morski’, od γογγυλος gongulos ‘zaokrąglony’[7]; gr. οδους odous, οδοντος odontos ‘ząb’[8]. Gatunek typowy (oznaczenie monotypowe): Congerodon indicus Kaup, 1856 (= Congrus lepturus Richardson, 1845).

### Podział systematyczny
Do rodzaju należą następujące gatunki:
- Uroconger erythraeus Castle, 1982
- Uroconger lepturus (Richardson, 1845)
- Uroconger syringinus Ginsburg, 1954